# Clermontia samuelii
Clermontia samuelii är en klockväxtart som beskrevs av Francis Blackwell Forbes. Clermontia samuelii ingår i släktet Clermontia, och familjen klockväxter.

## Underarter
Arten delas in i följande underarter:
- C. s. hanaensis
- C. s. samuelii